# BookTube
BookTube hace alusión a la comunidad de creadores de contenido de YouTube que realizan y suben vídeos relacionados con libros. Los vídeos generalmente siguen unos formatos concretos, a menudo basados en la cultura y el léxico "bookish". Además, la mayor parte del contenido se centra en la literatura Young Adult, pero también se pueden encontrar, aunque con menor frecuencia, otros géneros literarios. 
El término BookTube procede de las palabras Book (‘libro’ en inglés) y Tube (de «YouTube»).
Dentro de la comunidad, hay "booktubers" con cierta repercusión, ya que se suele establecer una interacción directa entre el booktuber y el consumidor del vídeo. Para comenzar su viaje como BookTuber, primero debe configurar un canal de YouTube. Así pues, esta influencia es aprovechada por la industria editorial para promocionar sus publicaciones.
Aunque no se pueda concretar cuándo surgió este fenómeno, la comunidad ha ido creciendo y se ha expandido en diferentes parte del mundo.
Además debido al alcance que estos tienen en la influencia sobre la lectura se decidió conmemorar a los Booktubers con el Día Internacional del Booktuber celebrado el 22 de agosto de cada año. 

## Orígenes
No está claro quién fue el o la pionero/a en crear contenido sobre libros en YouTube. Algunos consideran que el primer canal fue beautyisntskindeep que empezó a subir sus vídeos en 2009. Un año más tarde, en 2010, Christine Riccio inició su actividad en YouTube con el canal polandbananasBOOKS. Sin embargo, el término BookTube se empezó a usar cuando el número de creadores de vídeos sobre literatura empezó a aumentar y, como consecuencia, a tener cierta relevancia en la comunidad de YouTube.
En la comunidad hispanohablante de BookTube, una de las pioneras fue Fa Orozco, del canal Las Palabras de Fa, que subió por primera vez un vídeo en 2012.

## Booktubers
Los booktubers son creadores de contenido sobre libros en la plataforma de YouTube. Luego con la creación de Plataformas para vídeo live streaming como:  FacebookLive, Twich y TikTok Live; se adopto el termino para cualquier persona que haga contenido sobre el mundo de los libros en redes sociales por video. Hay todo tipo de booktubers aquellos más especializados en temáticas concretas, por ejemplo Novela de ficción  o Young Adult; o aquellos que abarcan todos los ámbitos de la literatura juvenil y Superventas.
Asimismo, diferentes booktubers se han convertido en autores. Sasha Alsberg, abookutopia en YouTube, escribió Zenith con Lindsay Cummings.  El libro fue publicado en 2016 en dos ebooks y se convirtió en número 1 en el New York Times Bestsellers. Más adelante, en el 2017, se publicó en formato físico y en 2019 se publicó una continuación del libro: Nexus. Además, abookutopia participó en el libro de cuentos Because You Love to Hate Me: 13 Tales of Villainy (Bloomsbury USA Childrens, 2017) junto a trece autores, entre los cuales se encontraba Marissa Meyer, y también trece booktubers más como Christine Riccio del canal polandbananasBOOKS. Riccio, además, escribió la novela Again, but better publicada en mayo de 2019.
En el estado español, también hay booktubers que han publicado sus libros. Josu Diamond, del canal JosuDiamond, es autor de Bajo nuestra piel, publicado en 2018 por Destino. Andrea Izquierdo, del canal AndreoRowling  ha escrito un total de cinco libros: Otoño en Londres (Nocturna Ediciones, 2016), Invierno en las Vegas (Nocturna Ediciones, 2017), Primavera en Tokio (Nocturna Ediciones, 2018), Escape: las siete pociones (Nocturna Ediciones, 2018), Mi otra mitad (Planeta, 2018) y Verano en Barcelona (Nocturna Ediciones, 2020). En cambio, Javier Ruescas ya era escritor antes de ser booktuber y aun sigue publicando nuevas novelas.

### Booktuberspopulares
Algunos de los booktubers más populares son los siguientes (número de suscriptores contabilizados por última vez el 31 de marzo de 2020).
- Clau Reads Books: 486m[30]

- polandbananasBOOKS: 408m[20]

- jessethereader: 379m[31]

- abookutopia: 364m[14]

- JavierRuescas: 297m[27]

- PeruseProject 286m[32]
- Hailey in Bookland: 255m[33]

- Katytastic: 253m[34]

- El coleccionista de Mundos: 251m[35]
- readbyzoe: 222m[36]
- JosuDiamond: 202m[21]
- Little Book Owl: 184m[37]

- booksandquills: 182m[38]
- Ariel Bisset:Cu 171m[39]
- Andreo Rowling: 165m[24]

## Contenido
Normalmente en el canal, los booktubers cuelgan todo tipo de vídeos relacionados con libros. Generalmente realizan:
Book Tags: el booktuber debe responder preguntas sencillas acerca de una temática concreta. Al final del vídeo se suele «taguear» (etiquetar) a otros booktubers para que se animen a realizar el Book Tag en sus propios canales.
Book Hauls: anteriormente se conocía con el término IMM (In My Mailbox). En estos videos, el booktuber enseña los últimos libros que ha adquirido. 
Wrap up: el booktuber comenta todos los libros leídos en un período de tiempo determinado. 
Bookshelf tour: en los Bookshelf tour, se muestra la biblioteca personal del booktuber. Se suelen hacer comentarios de los libros, o el por qué están ordenados de esa forma (colores, tamaños...).
Unboxing: el booktuber abre delante de cámara todos los paquetes de libros recibidos durante un período; ya sea de sus compras por correo, de regalos y colaboraciones con editoriales o de otros booktubers. Con esta acción, comparte su emoción con sus seguidores. 
TBR (To Be Read): en estos vídeos el booktuber muestra y comenta los libros que se propone leer en el futuro cercano. Casi siempre en el mes siguiente, aunque no es excluyente.
Wish List: en estos vídeos el booktuber habla de los libros que desea leer, o de libros que quieren que sean traducidos.
Book Challenge: un reto relacionado con libros. En el caso de no ser superado, normalmente, el booktuber tiene un «castigo».
Reseña: el booktuber da su opinión acerca de un libro en concreto. 

## Cultura BookTube
BookTube al ser una comunidad virtual, sus integrantes comparten un vocabulario específico, una intertextualidad (donde los booktubers reaccionan y responden entre ellos), unas tradiciones comunes y algunos valores compartidos.

### Vocabulario
- ARC (siglas en inglés de Advanced Reader Copy): Un libro que aun no está a la venta y que ha sido proporcionado gratuitamente al booktuber por finalidades comerciales.[42]
- eARC: una copia en formato electrónico de un ARC.[43]
- Bookternet: contenido sobre libros en la red. Incluye book podcasts,[44] BookTube, Bookstagram,[45] Goodreads, Reblog Bookclub (a Tumblr)[46] y los bloguers[47] entre otros.
- Book swag: artículos como camisetas o tazas relacionados con libros.[48]
- DNF (siglas en inglés de Did Not Finish): se refiere a esos libros que el booktuber ha empezado a leerse pero no los ha terminado.[42]
- OTP (siglas en inglés de One True Pairing): designación sobre una relación de amor considerada la mejor para los dos personajes involucrados.[49]
- Reading Slump: periodo de tiempo en el que un booktuber no le apetece o no se siente a gusto leyendo.[50][51]
- Shelfi: una "selfie", o fotografía, de una estantería con libros, a veces relacionadas con alguna temática.[52]
- Ship, shipping:  estar a favor de una relación entre dos personajes de ficción.[53][54]
- Spoiler: detalles sobre el contenido de un libro que dan información crucial sobre el desarrollo de la trama.
- TBR (siglas en inglés de To Be Read): se refiere a esos libros que se quieren leer.[55]

### Tradiciones
- Readathon: evento en el cual los participantes leen juntos durante un determinado período de tiempo.[56][57]
- Shout outs: cuando un booktuber recomienda en sus vídeos otros canales de BookTube.[58]
- NaNoWriMo (National Novel Writing Month): desafío que consiste en escribir durante el mes de noviembre una novela de al menos 50.000 palabras.[59]
- Read-alongs: cuando un booktuber lee una cierta cantidad de páginas por semana de un libro para que los espectadores puedan seguirlo y así generar un debate.[40]

## Impacto
La empatía que se genera entre lector/espectador y el creador de contenido ha llegado, en algunos casos, a etiquetar la figura del booktuber como un nuevo modelo a seguir para los jóvenes y niños. La popularidad, pues, de algunos ha hecho que la industria editorial se fije en ellos como promotores de novedades editoriales. Convirtiéndose así en agentes que conectan al lector (consumidor) con los autores y editores.
Generalmente los booktubers reciben libros gratuitamente de la editorial para que, a cambio, hablen sobre dicho libro o dicha editorial en sus redes sociales. No obstante, su influencia también se emplea para llenar presentaciones de libros que ellos mismos presentan o eventos especiales, como ferias de libros, en los que están invitados. Las ferias de libros más conocidas en los países hispanohablantes son la FIL de Guadalajara, la FIL de Buenos Aires, la FIL de Lima y la FIL de Bogotá, cuyos programas ya integran secciones dedicadas al fenómeno BookTube.